# Bob Kerrey
Joseph Robert Kerrey, detto Bob (Lincoln, 27 agosto 1943), è un politico statunitense, senatore per lo stato del Nebraska dal 1989 al 2001 e in precedenza governatore dello stesso stato dal 1983 al 1987.

## Biografia
Bon Kerrey nasce il 27 agosto 1943 a Lincoln, nel Nebraska, figlio dell'uomo d'affari James Kerrey e dell'istruttrice dell'Università del Nebraska Elinor Fern.
Si laurea in farmacia e nel 1966 si arruola volontario nella Marina degli Stati Uniti, per poi arruolarsi nei Navy SEALs. Con il grado di sottotenente di vascello, presta servizio nel Team 1 durante la guerra del Vietnam. Nel corso di un'operazione militare il 25 febbraio 1969, Kerrey ha condotto un pattugliamento a bordo di un motoscafo Patrol Craft Fast in un villaggio di Thanh Phong, con il compito di catturare un comandante dei guerriglieri Vietcong. Durante il combattimento la squadra d'assalto di Kerrey uccise 15 civili, tra cui tre donne incinte e una giovane ragazza. Sebbene abbia espresso rimorso per l'accaduto, Kerrey venne decorato con la Bronze Star Medal per l'operazione e il 14 marzo 1969, durante una successiva operazione presso Nha Trang Bay, rimane gravemente ferito e perde una parte della gamba destra a causa di una granata. In seguito al ferimento, Kerrey venne decorato con la Medal of Honor il 14 maggio 1970, un anno dopo il congedo.
Entrato in politica nel 1982 con il Partito Democratico, Kerrey si candidò a governatore del Nebraska e riuscì a sconfiggere il repubblicano in carica Charles Thone. Dopo aver lasciato il seggio alla fine del mandato, Kerrey si candidò al Senato nel 1988 e venne eletto.
Nel 1992 si candidò alla presidenza degli Stati Uniti ma pur apparendo come uno dei favoriti, ebbe alcuni problemi nelle primarie e si ritirò poco tempo dopo. Nel 1994 venne rieletto senatore per un secondo mandato da sei anni, al termine del quale si ritirò. Subito dopo aver lasciato il Congresso, venne scelto per far parte della 9/11 Commission e nel frattempo divenne anche presidente della New School.
Kerrey lasciò l'università dopo dieci anni, per candidarsi nuovamente al Senato, dopo l'annuncio del ritiro di Ben Nelson. Kerrey riuscì ad aggiudicarsi la nomination democratica, ma nelle elezioni generali fu sconfitto dall'avversaria repubblicana Deb Fischer.

## Vita privata
Dopo aver avuto una relazione con l'attrice Debra Winger, Kerrey è attualmente sposato dal 2001 con Sarah Paley, da cui ha avuto un figlio, Henry, nato il 10 settembre 2001. Ha avuto altri due figli, Benjamin e Lindsey, nati dal suo precedente matrimonio.
Nel 2012 si è dichiarato agnostico.